# 徳島文理大学附属薬用植物園
徳島文理大学附属薬用植物園（とくしまぶんりだいがくふぞくやくようしょくぶつえん）は、徳島文理大学が管理運営する薬用植物園である。同大学は徳島県徳島市の徳島キャンパスと香川県さぬき市の香川キャンパス（香川薬学部）を有し、その双方に薬用植物園を併設している。

## 徳島キャンパス
徳島キャンパス内の薬用植物園は、1972年に薬学部設立と同時に開設され、1983年には日本植物園協会に加入した。特筆される植物にはバショウ科のチュウキンレンやウコギ科のトチバニンジンの群落、ヤマモガシ科のマカダミア、温室にはフトモモ科のジャボチカバなどが栽培されている。阿波藍や、同学の校章にもなったキツネノマゴ科のアカンサスも園内に植えられている。原則として一般公開はしていない。

## 香川キャンパス
2004年に、香川県さぬき市志度1314-1に香川薬学部設立。薬用植物園は2005年3月に開設された。総面積は1400m2で、温室やビオトープを備える。